# Hippotion albolineata
Hippotion albolineata är en fjärilsart som beskrevs av Xavier Montrouzier 1864. Hippotion albolineata ingår i släktet Hippotion och familjen svärmare. Inga underarter finns listade i Catalogue of Life.